# Beaucouzé
Beaucouzé là một xã trong vùng hành chính Pays de la Loire, thuộc tỉnh Maine-et-Loire, quận Angers, tổng Angers-Ouest. Tọa độ địa lý của xã là 47° 28' vĩ độ bắc, 00° 37' kinh độ đông. Beaucouzé có điểm thấp nhất là 21 mét và điểm cao nhất là 88 mét. Xã có diện tích 19,34 km², dân số vào thời điểm 1999 là 4851 người; mật độ dân số là 251 người/km².

## Thông tin nhân khẩu
| 1962 | 1968 | 1975  | 1982  | 1990  | 1999  | 2005  |
| ---- | ---- | ----- | ----- | ----- | ----- | ----- |
| 638  | 801  | 1 395 | 2 266 | 3 867 | 4 851 | 4 578 |

## Các thành phố kết nghĩa
- Selb, Đức